# Die Jagd nach dem Täter
Die Jagd nach dem Täter ist eine Kriminalhörspielserie, die von Anfang 1957 bis Ende 1964 in 126 Teilen vom Norddeutschen Rundfunk produziert und ausgestrahlt wurde.

## Inhalt
Jede Folge erzählte eine in sich abgeschlossene Kriminalgeschichte, deren Manuskripte nach wahren Begebenheiten geschrieben waren. Die Fälle spielten in verschiedenen Ländern des gesamten Erdballs.

## Sonstiges
Die Bücher stammten von einer Vielzahl von Autoren, auch waren mehrere Regisseure beteiligt, von denen allerdings S. O. Wagner mit 107 Folgen den Löwenanteil an Inszenierungen für sich verbuchen konnte. Auch viele seinerzeit sehr bekannte Schauspielerinnen und Schauspieler kamen wiederholt zum Einsatz. Die Folgen wurden gelegentlich 14-täglich, überwiegend aber in unregelmäßigen Abständen gesendet. Jede Folge hatte eine Länge von ca. 35 Minuten. Im Jahr 2000 wurden zwei Folgen im Programm des NDR wiederholt.
Die Hörspielreihe erwies sich von Anfang an als so erfolgreich, dass der NDR beschloss, ein ähnliches Konzept auch für das Fernsehen umzusetzen. Daraus entstand die Fernsehserie Stahlnetz.

## Episodenliste
| Folge | Erstsendung        | Titel                                  | Autor                  | Regisseur        | Sprecher (Auswahl) |
| 1     | 9. Februar 1957    | Das Haus in Mexico City                | Harald Vock            | S. O. Wagner     | Herbert Steinmetz, Willy Witte, Herbert A. E. Böhme, Kurt Klopsch |
| 2     | 23. Februar 1957   | Der Einzelgänger von Chicago           | Harald Vock            | Kurt Reiss       | Hermann Lenschau, Rudolf Fenner, Günther Jerschke, Ingrid von Bothmer |
| 3     | 9. März 1957       | Der erste Kunde                        | Walter Niebuhr         | S. O. Wagner     | Harald Vock, Rolf Nagel, Heinz Dunkhase, Ilse Bally |
| 4     | 6. April 1957      | Zwei grüne Limousinen                  | Heinz van Nouhuys      | S. O. Wagner     | Adolph Spalinger, Werner Rundshagen, Helmut Peine, Charlotte Kramm |
| 5     | 4. Mai 1957        | Dschungelmord                          | Irmgard Köster         | S. O. Wagner     | Werner Bruhns, Benno Gellenbeck, Marga Maasberg, Kurt A. Jung |
| 6     | 18. Mai 1957       | Die Schnapsflasche                     | Georg Seidel           | Kurt Reiss       | Dagmar Altrichter, Richard Lauffen, Peter Lehmbrock, Joseph Offenbach |
| 7     | 1. Juni 1957       | Unter Mordverdacht                     | Walter Niebuhr         | S. O. Wagner     | Hans-Günter Martens, Willy Maertens, Max Walter Sieg, Gudrun Thielemann |
| 8     | 15. Juni 1957      | Gift für vier                          | Heinz van Nouhuys      | S. O. Wagner     | Karin Lieneweg, Walter Grüters, Holger Hagen, Rolf Prasch |
| 9     | 29. Juni 1957      | Der Diebstahl beim Rennclub in Colombo | Hellmut Kleffel        | Kurt Reiss       | Horst Beck, Eric Schildkraut, Hanns Lothar, Balduin Baas |
| 10    | 13. Juli 1957      | Spitzbuben                             | Irmgard Köster         | S. O. Wagner     | Heinz Klingenberg, Ludwig Linkmann, Werner Riepel, Erich Weiher |
| 11    | 27. Juli 1957      | Mord am Matterhorn                     | Kurt Reiss             | Kurt Reiss       | Edda Seippel, Thomas Piper, Wolfgang Borchert, Ursula Grabley |
| 12    | 10. August 1957    | Der kleine Alte von Batignolles        | Émile Gaboriau         | S. O. Wagner     | Franz Schafheitlin, Wolff Lindner, Manfred Steffen, Katharina Treller |
| 13    | 24. August 1957    | Das verlorene Gedächtnis               | Merrick Winns          | S. O. Wagner     | Peter Frank, Paul Schuch, Jo Wegener, Helmut Peine |
| 14    | 7. September 1957  | Der Maurer                             | Irmgard Köster         | S. O. Wagner     | Erwin Linder, Freca-Renate Bortfeld, Marlene Riphahn, Hermann Kner |
| 15    | 21. September 1957 | Hochzeit mit dem Tode                  | Heinz van Nouhuys      | S. O. Wagner     | Josef Dahmen, Mita von Ahlefeldt, Heinz Piper, Marga Maasberg |
| 16    | 5. Oktober 1957    | Mord in Badalona                       | Heinz Dunkhase         | Gerda von Uslar  | Hans Paetsch, Hanns Lothar, Helmut Peine, Jo Wegener, Rolf Mamero, Herbert Steinmetz Max Walter Sieg, Kurt A. Jung, Lothar Grützner, Walter Laugwitz, Gerd Segatz, Wika Krautz |
| 17    | 19. Oktober 1957   | Ein Fläschchen aus Jade                | Hellmut Kleffel        | Kurt Reiss       | Hanns Lothar, Ingrid Stenn, Reinhold Nietschmann, Gerd Martienzen, Karl Fleischer                                                                                              |
| 18    | 16. November 1957  | Das blaue Kleid                        | Irmgard Köster         | S. O. Wagner     | Heinz Piper, Rolf Nagel, Herbert A. E. Böhme, Ludwig Linkmann |
| 19    | 30. November 1957  | Die Barker-Gang                        | Karl Heinz Zeitler     | S. O. Wagner     | Ida Ehre, Werner Schumacher, Charles Brauer, Lothar Grützner |
| 20    | 8. Dezember 1957   | Liza und die weiße Straße              | Heinz van Nouhuys      | S. O. Wagner     | Helmut Peine, Werner Rundshagen, Gudrun Thielemann, Gerd Segatz |
| 21    | 22. Dezember 1957  | Anruf nach Mitternacht                 | Gisela Prugel          | S. O. Wagner     | Kurt Meister, Hanns Lothar, Karl Fleischer, Bruno Klockmann |
| 22    | 5. Januar 1958     | Das Geheimnis der Teikoku-Bank         | Wolfgang Menge         | S. O. Wagner     | Erich Weiher, Peter Lehmbrock, Willy Witte, Heinz Piper |
| 23    | 19. Januar 1958    | Der Mann ohne Gesicht                  | Irmgard Köster         | S. O. Wagner     | Robert Meyn, Hermann Lenschau, Manfred Steffen, Josef Dahmen |
| 24    | 2. Februar 1958    | Ereignis im FD 411                     | Kurt Reiss             | Kurt Reiss       | Ingrid Stenn, Pinkas Braun, Edda Seippel, Heinz Dunkhase |
| 25    | 9. Februar 1958    | Die Tote aus Hafenbecken 1             | Wolfgang Menge         | S. O. Wagner     | Helga Feddersen, Ulrich Matschoss, Heinz Roggenkamp, Hans Irle |
| 26    | 2. März 1958       | Briefe von fremder Hand                | Hellmut Kleffel        | S. O. Wagner     | Jo Wegener, Ida Ehre, Wilhelm Groothe, Willy Witte |
| 27    | 16. März 1957      | Der perfekte Überfall                  | Irmgard Köster         | S. O. Wagner     | Wolf Martini, Liselotte Willführ, Hans Tügel, Gerd Segatz |
| 28    | 30. März 1957      | Hundert Karat                          | Heinz van Nouhuys      | S. O. Wagner     | Hanns Lothar, Horst Stark, Franz Schafheitlin, Herbert Steinmetz |
| 29    | 13. April 1958     | Die Tote aus der Moldau                | Hans Robert Luety      | S. O. Wagner     | Rudolf Fenner, Kurt Klopsch, Manfred Steffen, Rosemarie Gerstenberg |
| 30    | 27. April 1958     | Der Tod der alten Dame                 | Lillian Aye            | S. O. Wagner     | Erwin Linder, Ida Ehre, Erna Nitter, Reinhold Nietschmann |
| 31    | 11. Mai 1958       | Gefährliche Freundschaften             | Hellmut Kleffel        | S. O. Wagner     | Herbert A. E. Böhme, Werner Schumacher, Benno Gellenbeck, Heinz Roggenkamp |
| 32    | 8. Juni 1958       | Sardische Fehme                        | Heinz van Nouhuys      | S. O. Wagner     | Reinhold Nietschmann, Gerd Martienzen, Marlene Riphahn, Karin Lieneweg |
| 33    | 22. Juni 1958      | Mr. Wood verschwindet!                 | Irmgard Köster         | S. O. Wagner     | Herbert Steinmetz, Helmut Peine, Christine Mylius, Rolf Prasch |
| 34    | 20. Juli 1958      | Postlagernd Bombay                     | Hans Robert Luety      | S. O. Wagner     | Hermann Lenschau, Gerd Segatz, Walter Grüters, Gudrun Thielemann |
| 35    | 3. August 1958     | Die Villa am Teufelssee                | Karl Heinz Zeitler     | S. O. Wagner     | Erna Nitter, Peter Frank, Hans Paetsch, Richard Lauffen |
| 36    | 17. August 1958    | Giftmord in der Rue des Écoles         | Hellmut Kleffel        | S. O. Wagner     | Holger Hagen, Ulrich Matschoss, Marlene Riphahn, Franz Schafheitlin |
| 37    | 31. August 1958    | Die Dame mit dem grünen Schleier       | Walter Niebuhr         | S. O. Wagner     | Herbert Steinmetz, Reinhold Nietschmann, Gerda Maria Jürgens, Rolf Nagel |
| 38    | 12. Oktober 1958   | Diebstahl im Hotel „Excelsior“         | Irmgard Köster         | S. O. Wagner     | Max Walter Sieg, Walter Grüters, Manfred Steffen, Gerd Segatz |
| 39    | 26. Oktober 1958   | Gefährlicher Köder                     | Gisela Prugel          | S. O. Wagner     | Verena Wiet, Wilhelm Groothe, Herbert Steinmetz, Werner Schumacher |
| 40    | 9. November 1958   | Der verhängnisvolle Schlüssel          | F. Hela und H. Fischer | S. O. Wagner     | Franz Schafheitlin, Werner Rundshagen, Wolfgang Borchert, Erna Nitter |
| 41    | 17. Dezember 1958  | Der Fall Maragat                       | Walter Niebuhr         | S. O. Wagner     | Heinz Dunkhase, Benno Gellenbeck, Günther Jerschke, Inken Sommer |
| 42    | 21. Dezember 1958  | Ein Paar Strümpfe                      | Irmgard Köster         | S. O. Wagner     | Gudrun Thielemann, Rudolf Fenner, Bruno Klockmann, Helmut Peine |
| 43    | 7. Juni 1959       | Die Schlinge                           | Maria Lamballe         | S. O. Wagner     | Charlotte Kramm, Liselotte Willführ, Joseph Offenbach, Wolfgang Borchert |
| 44    | 21. Juni 1959      | Der Sturz vom Motorrad                 | Irmgard Köster         | S. O. Wagner     | Friedrich Schütter, Heinz Klevenow, Lothar Grützner, Peter Lehmbrock |
| 45    | 19. Juli 1959      | Juwelenraub an der Riviera             | Walter Kolbenhoff      | S. O. Wagner     | Hans Irle, Volker Brandt, Rolf Mamero, Heinz Piper |
| 46    | 2. August 1959     | Schüsse im Jagen 45                    | Karl Heinz Zeitler     | S. O. Wagner     | Katharina Treller, Kurt Klopsch, Uwe Friedrichsen, Hanns Lothar |
| 47    | 16. August 1959    | Lauter Schlüssel                       | Irmgard Köster         | S. O. Wagner     | Christine Mylius, Lothar Grützner, Inken Sommer, Werner Schumacher |
| 48    | 30. August 1959    | Die Affenmaske                         | Walter Kolbenhoff      | S. O. Wagner     | Joseph Offenbach, Hans Paetsch, Werner Rundshagen, Willy Witte |
| 49    | 13. September 1958 | Die Tresore der Firma Livingstone      | Karl Heinz Zeitler     | S. O. Wagner     | Erich Weiher, Heinz Klevenow, Gerd Segatz, Ingrid van Bergen |
| 50    | 14. September 1959 | Mord im Nebel                          | Karl Heinz Zeitler     | S. O. Wagner     | Peter Lehmbrock, Karin Lieneweg, Kurt A. Jung, Kurt Klopsch |
| 51    | 27. September 1959 | Der Herr im blauen Dufflecoat          | Matthias Weikersheim   | S. O. Wagner     | Ingrid van Bergen, Heinz Piper, Ulrich Matschoss, Erna Nitter |
| 52    | 11. Oktober 1959   | Der Blumenbote                         | Walter Kolbenhoff      | S. O. Wagner     | Hanns Lothar, Herbert A. E. Böhme, Hans Fitze, Gerd Segatz |
| 53    | 25. Oktober 1959   | Ein Ruderboot in St. Tropez            | Heinz van Nouhuys      | S. O. Wagner     | Rudolf Fenner, Charlotte Schellenberg, Josef Dahmen, Robert Meyn |
| 54    | 6. Dezember 1959   | Das Alibi                              | Rudolf Stobbe          | S. O. Wagner     | Willy Witte, Hartwig Sievers, Lothar Grützner, Helmut Peine |
| 55    | 3. Januar 1960     | Geheimgesellschaft                     | Walter Kolbenhoff      | S. O. Wagner     | Gerd Martienzen, Richard Lauffen, Georg Eilert, Ingrid von Bothmer |
| 56    | 31. Januar 1960    | Die Dame in Rot                        | Hellmut Kleffel        | S. O. Wagner     | Erwin Linder, Manfred Steffen, Helga Feddersen, Eva Maria Bauer |
| 57    | 20. März 1960      | Gift                                   | Joachim Jomeyer        | S. O. Wagner     | Inge Meysel, Werner Schumacher, Ulrich Matschoss, Marlene Riphahn |
| 58    | 27. März 1960      | Das Kalenderblatt                      | Walter Kolbenhoff      | S. O. Wagner     | Josef Dahmen, Uwe Friedrichsen, Eva Fiebig, Ida Ehre |
| 59    | 24. April 1960     | Die Quoten für das dritte Rennen       | Karl Heinz Zeitler     | S. O. Wagner     | Kurt A. Jung, Kurt Klopsch, Jürgen Scheller, Gerd Segatz |
| 60    | 8. Mai 1960        | Stimme einer Toten                     | Jochen Schöberl        | S. O. Wagner     | Bruno Klockmann, Otto Kuhlmann, Willy Witte, Lothar Grützner |
| 61    | 22. Mai 1960       | Das Mädchen aus der Seine              | Maria Lamballe         | S. O. Wagner     | Robert Meyn, Jo Wegener, Erich Uhland, Rudolf Fenner |
| 62    | 19. Juni 1960      | Besuch am Abend                        | Karl Heinz Zeitler     | S. O. Wagner     | Helmuth Schneider, Verena Wiet, Rudolf Möller, Hans Irle |
| 63    | 3. Juli 1960       | Spuren nach Maracaibo                  | Jochen Schöberl        | Gustav Burmester | Heinz Reincke, Eleonore Schroth, Hermann Lenschau, Armas Sten Fühler |
| 64    | 17. Juli 1960      | Die Flußlandschaft                     | Irmgard Wolffheim      | Gustav Burmester | Richard Lauffen, Walter Süssenguth, Horst Keitel, Erna Nitter |
| 65    | 31. Juli 1960      | Des Teufels Großmutter                 | Jochen Schöberl        | Gustav Burmester | Wilhelm Kürten, Eduard Marks, Annemarie Marks-Rocke, Eva Fiebig |
| 66    | 28. August 1960    | Der Mann mit dem braunen Schlapphut    | Irmgard Köster         | Gustav Burmester | Walter Klam, Gudrun Thielemann, Erich Weiher, Lotte Brackebusch |
| 67    | 11. September 1960 | Totentanz in g-moll                    | Jochen Schöberl        | Gustav Burmester | Arnold Marquis, Lothar Ziebell, Katharina Brauren, Gerda Maria Jürgens |
| 68    | 25. September 1960 | Täter unbekannt                        | Irmgard Wolffheim      | Gustav Burmester | Hannelore Schroth, Günther Neutze, Horst Beck, Inken Sommer |
| 69    | 23. Oktober 1960   | Panik in Pearson                       | Jochen Schöberl        | Gerda von Uslar  | Hans Paetsch, Heinz Klevenow, Peter Roggisch, Erich Uhland |
| 70    | 6. November 1960   | Der Sturz in den Abgrund               | Irmgard Köster         | Gustav Burmester | Heinz Ladiges, Jo Wegener, Werner Bruhns, Herbert Steinmetz |
| 71    | 4. Dezember 1960   | Das einwandfreie Alibi                 | Jochen Schöberl        | Gerda von Uslar  | Lothar Grützner, Carl Voscherau, Karin Lieneweg, Erich Weiher |
| 72    | 18. Dezember 1960  | Der Brandstifter                       | Irmgard Wolffheim      | Gerda von Uslar  | Reinhold Nietschmann, Uwe Friedrichsen, Erna Raupach-Petersen, Inken Sommer |
| 73    | 15. Januar 1961    | Mord auf Abruf                         | Hellmut Kleffel        | Gerda von Uslar  | Helmut Peine, Jürgen Scheller, Günther Schramm, Lothar Ziebell, Urte Clasing                                                                                                   |
| 74    | 26. Februar 1961   | Die Gitarre                            | Walter Kolbenhoff      | S. O. Wagner     | Gerd Segatz, Inge Meysel, Klaus Höhne, Ingrid von Bothmer |
| 75    | 12. März 1961      | Eine todsichere Sache                  | Walter Kolbenhoff      | S. O. Wagner     | Benno Gellenbeck, Liselotte Willführ, Franz Schafheitlin, Manfred Steffen |
| 76    | 9. April 1961      | Hotel zur ewigen Ruhe                  | Harald Vock            | S. O. Wagner     | Harald Vock, Ida Ehre, Marina Ried, Kurt Klopsch |
| 77    | 16. April 1961     | Kamele in Kairo                        | Joachim Jomeyer        | S. O. Wagner     | Marlene Riphahn, Joachim Wolff, Robert Meyn, Benno Gellenbeck |
| 78    | 7. Mai 1961        | Grüne Splitter im Handschuh            | Helmut Kleffel         | S. O. Wagner     | Armas Sten Fühler, Emmy Percy-Wüstenhagen, Fabian Wander, Erich Weiher |
| 79    | 4. Juni 1961       | Ein Eilbrief aus Frankfurt             | Walter Niebuhr         | S. O. Wagner     | Verena Wiet, Josef Dahmen, Jürgen Scheller, Erna Nitter |
| 80    | 18. Juni 1961      | Wo ist der Tote?                       | Irmgard Köster         | S. O. Wagner     | Wilhelm Kürten, Gerhard Lippert, Curt Timm, Liselotte Willführ |
| 81    | 2. Juli 1961       | Schakale                               | Joachim Jomeyer        | S. O. Wagner     | Robert Meyn, Willy Witte, Gerd Segatz, Erich Uhland |
| 82    | 16. Juli 1961      | Reptile                                | Maria Lamballe         | S. O. Wagner     | Helmut Peine, Fabian Wander, Ida Ehre, Marina Ried |
| 83    | 13. August 1961    | Der Photo-Wettbewerb                   | Irmgard Köster         | Gerda von Uslar  | Rosemarie Gerstenberg, Manfred Steffen, Helmut Peine, Herbert Steinmetz |
| 84    | 27. August 1961    | Der zertrümmerte Aschenbecher          | Walter Niebuhr         | S. O. Wagner     | Hartwig Sievers, Gerda Maria Jürgens, Karl-Heinz Kreienbaum, Karl-Heinz Vosgerau                                                                                               |
| 85    | 10. September 1961 | Der Salzstreuer                        | Irmgard Köster         | S. O. Wagner     | Hans Tügel, Max Walter Sieg, Werner Riepel, Jo Wegener |
| 86    | 24. September 1961 | Feuer vor der Küste                    | Karl Heinz Zeitler     | S. O. Wagner     | Benno Gellenbeck, Liselotte Willführ, Franz Schafheitlin, Manfred Steffen |
| 87    | 8. Oktober 1961    | Zuviel Geständnisse                    | Francis Durbridge      | S. O. Wagner     | Armas Sten Fühler, Verena Wiet, Franz Schafheitlin, Heinz Piper |
| 88    | 5. November 1961   | Die letzte Partie                      | Paul Ickes             | S. O. Wagner     | Helmut Peine, Fabian Wander, Gerd Segatz, Willy Witte |
| 89    | 3. Dezember 1961   | Das Preisausschreiben                  | Irmgard Köster         | S. O. Wagner     | Georg Eilert, Manfred Steffen, Erich Uhland, Robert Meyn |
| 90    | 14. Januar 1962    | Die Times                              | Hellmut Kleffel        | S. O. Wagner     | Rudolf Fenner, Hans Irle, Erna Nitter, Rudolf Möller |
| 91    | 28. Januar 1962    | Die Nacht in Badmers Hamlet            | Jochen Schöberl        | S. O. Wagner     | Erich Weiher, Georg Eilert, Robert Meyn, Klaus Höhne |
| 92    | 11. Februar 1962   | Ein Schuß zuviel                       | Irmgard Köster         | S. O. Wagner     | Herbert A. E. Böhme, Ingrid Stenn, Franz Schafheitlin, Helmut Peine |
| 93    | 25. Februar 1962   | Zwanzig Pfundnoten                     | Irmgard Köster         | S. O. Wagner     | Fabian Wander, Jo Wegener, Kurt Klopsch, Gerd Segatz |
| 94    | 11. März 1962      | Der ermordete Marat                    | Maria Lamballe         | S. O. Wagner     | Willy Witte, Erich Uhland, Wolfgang Borchert, Rudolf Fenner |
| 95    | 25. März 1962      | Drei Fliegen mit einer Klappe          | Christopher Schwieger  | S. O. Wagner     | Hartwig Sievers, Gerd Martienzen, Günther Jerschke, Carl Voscherau |
| 96    | 6. Mai 1962        | Buchprüfer Paul Freitag                | Paul Lothar Seifert    | S. O. Wagner     | Hela Gruel, Inge Meysel, Marina Ried, Vadim Glowna |
| 97    | 20. Mai 1962       | Telefon: Springfield 365               | Irmgard Köster         | S. O. Wagner     | Reinhold Nietschmann, Heinz Piper, Eric Schildkraut, Herbert A. E. Böhme |
| 98    | 3. Juni 1962       | Das Brillant-Armband                   | Irmgard Köster         | S. O. Wagner     | Armas Sten Fühler, Peter Frank, Heinz Piper, Dieter Laser |
| 99    | 1. Juli 1962       | Schuß in der Nacht                     | Maria Lamballe         | S. O. Wagner     | Richard Lauffen, Erwin Linder, Peter Mosbacher, Joachim Wolff |
| 100   | 15. Juli 1962      | Tatzeit: 11 Uhr 40                     | Jörn P. Schröder       | S. O. Wagner     | Walter Klam, Erich Dunskus, Raimund Harmstorf, Kurt Klopsch |
| 101   | 29. Juli 1962      | Nur Platz für vier...                  | Nicolaus Hix           | S. O. Wagner     | Dieter Borsche, Lawrence Winters, Wilhelm Semmelroth, Lothar Grützner |
| 102   | 12. August 1962    | Anruf im Belvedere                     | Irmgard Köster         | S. O. Wagner     | Otto Kurth, Günther Jerschke, Wolfgang Borchert, Katharina Treller |
| 103   | 26. August 1962    | Ein geheimnisvoller Einbruch           | R. Holl                | S. O. Wagner     | Gerd Martienzen, Herbert A. E. Böhme, Hans Irle, Hela Gruel |
| 104   | 9. September 1962  | Heroin                                 | J. Paul                | S. O. Wagner     | Holger Hagen, Helmut Peine, Eric Schildkraut, Siegfried Wald |
| 105   | 23. September 1962 | Unter grünen Bäumen                    | R. Holl                | S. O. Wagner     | Harry Gondi, Erna Nitter, Günther Schramm, Bruno Vahl-Berg |
| 106   | 7. Oktober 1962    | Ein Schuß in Studio 9                  | Nicolaus Hix           | S. O. Wagner     | Ullrich Haupt, Lothar Grützner, Günther Stoll, Gudrun Thielemann |
| 107   | 21. Oktober 1962   | Der Revolver                           | R. Holl                | S. O. Wagner     | Erwin Linder, Horst Michael Neutze, Andreas von der Meden, Liane Hielscher |
| 108   | 4. November 1962   | Der Dilettant                          | Irmgard Köster         | S. O. Wagner     | Utz Richter, Harry Gondi, Eva Fiebig, Heinz Pieper |
| 109   | 16. Dezember 1962  | Das Skelett im Moor                    | Renata Requart         | S. O. Wagner     | Heinz Klevenow, Armas Sten Fühler, Willy Witte, Marina Ried |
| 110   | 30. Dezember 1962  | Ich habe mich geirrt                   | Nicolaus Hix           | S. O. Wagner     | Günther Schramm, Robert Meyn, Fabian Wander, Karl Fleischer |
| 111   | 13. Januar 1963    | Der Tod reist mit dem Zirkus           | Harald Vock            | S. O. Wagner     | Kurt Klopsch, Karl John, Friedrich Schütter, Ann Höling |
| 112   | 11. August 1963    | Die Erbschaft                          | Irmgard Köster         | S. O. Wagner     | Peter Lehmbrock, Marga Maasberg, Hans Tügel, Jo Wegener |
| 113   | 25. August 1963    | Die Scheidung                          | Lillian Aye            | S. O. Wagner     | Emmy Percy-Wüstenhagen, Hermann Lenschau, Klaus Höhne, Joachim Wolff |
| 114   | 8. September 1963  | Trautes Heim                           | Günther Dahmen         | S. O. Wagner     | Gerd Martienzen, Helmut Peine, Verena Wiet |
| 115   | 22. September 1963 | Die Tour                               | Lillian Aye            | S. O. Wagner     | Bruno Klockmann, Bruno Dietrich, Rudolf Möller, Hartmut Reck |
| 116   | 29. Dezember 1963  | Das Mädchen Rose-Li                    | R. Holl                | S. O. Wagner     | Marina Ried, Siegfried Wald, Franz Rudnick, Edgar Maschmann |
| 117   | 8. März 1964       | Die korsische Bande                    | Joachim Jomeyer        | S. O. Wagner     | Rudolf Fenner, Uwe Friedrichsen, Hans Irle, Benno Gellenbeck |
| 118   | 18. Mai 1964       | Der Feinschmecker                      | Irmgard Köster         | S. O. Wagner     | Manfred Steffen, Kurt Mühlhardt, Harry Gondi, Liselotte Willführ |
| 119   | 31. Mai 1964       | Mrs. Wymores seltsame Angst            | Jochen Schöberl        | S. O. Wagner     | Bernhard Minetti, Marlene Riphahn, Manfred Steffen, Marina Ried |
| 120   | 14. Juni 1964      | Die Falle                              | Lillian Aye            | S. O. Wagner     | Günther Jerschke, Norbert Skalden, Erich Weiher, Bruno Vahl-Berg |
| 121   | 28. Juni 1964      | Indizienbeweis                         | Irmgard Köster         | S. O. Wagner     | Marga Maasberg, Hartmut Reck, Robert Meyn, Rudolf Fenner |
| 122   | 12. Juli 1964      | Manie                                  | Lillian Aye            | S. O. Wagner     | Helmut Peine, Hanns Lothar, Hans Musäus, Fabian Wander |
| 123   | 26. Juli 1964      | Geld                                   | Lillian Aye            | S. O. Wagner     | Willy Witte, Jo Wegener, Mita von Ahlefeldt, Kurt Klopsch |
| 124   | 23. August 1964    | Die Stimme aus dem Grab                | Agatha Christie        | S. O. Wagner     | Verena Wiet, Franz Schafheitlin, Marina Ried, Erna Nitter |
| 125   | 18. Oktober 1964   | Bock als Gärtner                       | Joachim Jomeyer        | S. O. Wagner     | Karl Fleischer, Rudolf Beiswanger, Inken Sommer, Günther Dockerill |
| 126   | 29. November 1964  | Salon Frederico                        | Jürgen Paul            | S. O. Wagner     | Erwin Linder, Horst Beck, Herbert Steinmetz, Reinhold Nietschmann |